# هونتوريا دي لا كانتارا
بلدية هونتوريا دي لا كانتارا (بالإسبانية: Hontoria de la Cantera)‏, هي إحدى بلديات مقاطعة برغش, التي تقع في منطقة قشتالة وليون, والتي تقع في شمال غرب إسبانيا.
يبلغ عدد سكانها 136 نسمة وفقاً لإحصائية سنة (2002).